# Aeroporto Internacional de Hurgada
O Aeroporto Internacional de Hurgada está localizado em Hurgada, no Egito.